# Serhij Issajenko
Serhij Walerijowytsch Issajenko (ukrainisch Сергій Валерійович Ісаєнко, englische Transkription: Sergiy Isayenko, auch Sergey Isaenko; * 17. Juni 1987 in der Ukrainischen SSR) ist ein ukrainischer Snookerspieler aus Kiew. Er ist ukrainischer Rekordmeister.
In der Mitte der 2000er-Jahre entwickelte er sich zum dominierenden Spieler in seinem Heimatland und wurde innerhalb von elf Jahren siebenmal nationaler Meister. Seit 2014 nimmt er vermehrt an internationalen Turnieren teil, zunächst auf der Players Tour Championship und später an einigen offenen Main-Tour-Turnieren, schied jedoch meist frühzeitig aus. Seit 2018 ist er auf der Amateurserie WPBSA Q Tour aktiv.
In der Saison 2019/20 spielte Issajenko mit dem BC Stuttgart 1891 in der deutschen Bundesliga.
Daneben erzielte er auch im Poolbillard einige Erfolge und wurde 2009 ukrainischer Vizemeister in der Disziplin 9-Ball.

## Karriere

### 2005–2018: Anfänge und nationaler Serienmeister
Serhij Issajenko wurde 2005 durch einen 5:4-Finalsieg gegen Kostjantyn Kulyk erstmals ukrainischer Meister. Mit 18 Jahren war er bis 2019 der jüngste Sieger der nationalen Meisterschaft. Sein bestes Ergebnis bei der U19-Europameisterschaft erzielte er bei seiner letzten Teilnahme 2006, als er in die Runde der letzten 32 einzog und gegen Jordan Brown ausschied. Im selben Jahr gewann er, ebenfalls im Finale gegen Kulyk, den Ukraine Open Cup und verteidigte seinen Titel bei der nationalen Meisterschaft mit einem 3:0-Endspielsieg gegen Hryhorij Chymotschka, den Sieger von 2004. Während des gesamten Turniers hatte er keinen Frame verloren. 2007 gewann er gegen Denys Waschtschuk erneut den Ukraine Open Cup und sicherte sich seinen dritten nationalen Meistertitel, diesmal im Finale gegen den Letten Artūrs Elsts (3:1). Im folgenden Jahr zog er bei der Europameisterschaft erstmals in die Finalrunde ein und unterlag in der Runde der letzten 32 nur knapp dem Belgier Yvan Van Velthoven (3:4). Beim ukrainischen Pokal (gegen Denys Waschtschuk) und bei der nationalen Meisterschaft 2008 (gegen Serhij Petrasch) schied er im Halbfinale aus. Zwischen den beiden Turnieren lag seine erste Teilnahme an der Amateurweltmeisterschaft, die mit nur drei gewonnenen Frames nach der Vorrunde beendet war. Im November 2008 unterlag er beim vierten Turnier der World Series of Snooker 2008/09 in Moskau, für das er als einer von fünf Wildcardspielern nominiert worden war, in der ersten Runde mit 0:4 dem chinesischen Profi Ding Junhui.
Im Jahr 2009 gelang Issajenko wieder der Gewinn des ukrainischen Pokals und der Meisterschaft. Im Pokalfinale besiegte er Peters Strazdins (3:0) und seinen vierten nationalen Meistertitel sicherte er sich im Endspiel gegen Ruslan Ostrowskyj (3:0). Während er seinen Erfolg im Pokal ein Jahr später wiederholte, diesmal gegen Wladyslaw Wyschnewskyj, musste er sich bei der ukrainischen Meisterschaft 2010 im Halbfinale Serhij Petrasch mit 0:3 geschlagen geben. 2011 gewann er im Finale gegen Dmytro Ossypenko die Ukraine Trophy. Nach einer Endspielniederlage gegen Alan Trigg beim Finalturnier des Pokals folgte bei der nationalen Meisterschaft bereits im Achtelfinale gegen Maksym Stoljartschuk das Aus. Wenig später gelangte er bei der Amateurweltmeisterschaft in Bangalore zum ersten Mal in die Finalrunde und unterlag im Sechzehntelfinale dem Exprofi Craig MacGillivray mit 1:5. Ende des Jahres erreichte er beim weißrussischen Pokal das Finale und verlor mit 2:3 gegen Dsmitryj Tschuprou.
2012 gewann Issajenko mit einem 4:0-Sieg gegen Wladyslaw Wyschnewskyj das Finalturnier des ukrainischen Pokals und erreichte bei der Amateur-WM die Runde der letzten 64. Im Pokalfinale 2013 unterlag er Artem Koschowyj mit 3:4. Bei der nationalen Meisterschaft, an der er im Vorjahr nicht teilgenommen hatte, gelang ihm 2013 im Endspiel gegen Sjarhej Melnitschenok der fünfte Titelgewinn. Nachdem er 2010 und 2011 die Runde der letzten 32 erreicht hatte, zog er bei der EM 2014 erstmals ins Achtelfinale ein und musste sich dem Waliser Jamie Rhys Clarke nur knapp geschlagen geben (4:5).
In der Saison 2014/15 nahm Issajenko erstmals an Turnieren der Players Tour Championship teil, einer für Amateure offenen Teilserie der Snooker Main Tour. Erreichte er bei den Riga Open durch einen 4:3-Sieg gegen Mark Vincent noch die Runde der letzten 128, in der er mit 1:4 gegen den Profi Joe Swail ausschied, folgten bei den Bulgarian Open und den Ruhr Open bereits in der Qualifikation Auftaktniederlagen gegen Bratislaw Krastew beziehungsweise Adam Duffy. Auf nationaler Ebene wiederholte er seinen Erfolg aus dem Vorjahr und besiegte Serhij Petrasch im Meisterschaftsfinale mit 5:0. Beim Finalturnier des Pokals war er hingegen bereits im Achtelfinale ausgeschieden.
Nachdem er 2015 im Finale gegen Witalij Pazura die ukrainische Meisterschaft im Six-Red-Snooker gewonnen hatte, nahm Issajenko 2016 wieder an der nationalen Meisterschaft im Snooker teil und sicherte sich im Endspiel gegen Andrij Senyk zum siebten Mal den Titel. Während des gesamten Turniers war er ohne Frameverlust geblieben. 2017 gewann er mit einem 3:1-Sieg gegen Julian Bojko das Finalturnier des ukrainischen Pokals. Anfang 2018 nahm er zum ersten Mal seit 2014 wieder an der Europameisterschaft teil und erreichte die Runde der letzten 64, in der er dem späteren Europameister Harvey Chandler mit 2:4 unterlag. Wenige Wochen später folgte nach über drei Jahren wieder eine Teilnahme an einem Main-Tour-Turnier: Bei den für Amateure offenen Gibraltar Open 2018 traf er in der Qualifikation auf Harvey Chandler, gegen den er erneut mit 2:4 verlor. Bei der WSF Championship schied er in der Vorrunde aus.

### Seit 2018: Challenge Tour
Im Mai 2018 nahmen mit Julian Bojko und Serhij Issajenko erstmals ukrainische Spieler an dem Main-Tour-Qualifikationsturnier Q School teil. Beim zweiten der drei Turniere gelangen Issajenko zwei Siege, bei den anderen Turnieren blieb er hingegen sieglos und verpasste somit die Qualifikation.
Anhand der Gesamtrangliste der Q School wurden die Teilnehmer der Saison 2018/19 wieder eingeführten Challenge Tour ermittelt. Die besten 64 nicht für die Main Tour qualifizierten Sportler sollten einen Startplatz bekommen. Aufgrund zahlreicher Abmeldungen durfte aber auch der auf Rang 91 gelistete Issajenko an einigen Turnieren teilnehmen. Bei seinen sechs Teilnahmen gewann er insgesamt drei Spiele, unter anderem gegen den österreichischen Meister Andreas Ploner, kam jedoch nie über die Runde der letzten 32 hinaus.
Auf der Main Tour 2018/19 nahm er erneut an zwei für Amateure offenen Turnieren teil, dem Paul Hunter Classic 2018 und den Gibraltar Open 2019, und erreichte jeweils die Runde der letzten 128. Auf Amateurebene erreichte er 2018 das Sechzehntelfinale der 6-Red-Europameisterschaft, das Viertelfinale beim ukrainischen Pokalfinale und die Runde der letzten 64 bei der EM 2019.
2019 unternahm Issajenko einen weiteren Anlauf auf der Q School, blieb diesmal jedoch bei allen drei Turnieren sieglos. Im Sommer 2019 erzielte er bei mehreren Amateurturnieren gute Ergebnisse. So gelangte er beim ukrainischen Pokal ins Endspiel, in dem er Alan Trigg mit 3:4 unterlag, und erreichte das Halbfinale beim Turnier der Baltic Snooker League in Lwiw sowie beim ukrainischen Unabhängigkeitspokal und beim Qualifikationsturnier des Paul Hunter Classic 2019. Im September 2019 nahm er zum ersten Mal seit seinem Titelgewinn 2016 wieder an der ukrainischen Meisterschaft teil und unterlag im Achtelfinale dem späteren Meister Anton Kasakow. Beim Finalturnier des ukrainischen Pokals 2019 schied er im Viertelfinale aus. Auf der Challenge Tour 2019/20 nahm er an drei Turnieren teil. Nachdem er zweimal eine Auftaktniederlage hinnehmen musste, erreichte er im Dezember 2019 beim Turnier im belgischen Neerpelt unter anderem durch einen Sieg gegen den Exprofi Adam Duffy das Achtelfinale, in dem er dem Deutschen Lukas Kleckers (2:3) knapp unterlag.
Anfang 2020 schied Issajenko bei den WSF Open in der Vorrunde aus. Wenig später verlor er bei der ukrainischen Meisterschaft im 6-Red-Snooker im Viertelfinale gegen den späteren Turniersieger Julian Bojko (3:4). Nachdem er bei der 6-Red-Europameisterschaft in der Vorrunde ausgeschieden war, erreichte er bei der Snooker-EM das Achtelfinale, in dem er dem späteren Finalisten Heikki Niva aus Finnland mit 1:4 unterlag. Im August 2020 spielte er zum dritten Mal bei der Q School mit und gewann bei den drei Turnieren insgesamt zwei Spiele gegen den Exprofi Rory McLeod und den walisischen Meister Rhydian Richards. Beim Finalturnier des ukrainischen Pokals 2020 erreichte er das Halbfinale und verlor gegen Anton Kasakow.
Im Februar 2021 zog Issajenko bei der ukrainischen Meisterschaft im 6-Red-Snooker ins Endspiel ein, in dem er sich dem viermaligen Meister Wladyslaw Wyschnewskyj mit 0:4 geschlagen geben musste. Bei der Snooker-Meisterschaft gelangte er im September desselben Jahres ins Halbfinale.
Nachdem er bei der Q School 2021 bei allen drei Turnieren Auftaktniederlagen hinnehmen musste, und bei der Europameisterschaft im Oktober 2021 die Runde der letzten 32 im 6-Red-Snooker und die Runde der letzten 64 im Snooker erreicht hatte, nahm er in der Saison 2021/22 an der Q Tour teil, der Nachfolgerserie der Challenge Tour; er trat bei drei Turnieren an und gelangte zweimal in die dritte Runde. Auf der EPSB Open Series spielte er unterdessen bei vier Turnieren mit und erzielte sein bestes Ergebnis im Dezember 2021, als er ins Halbfinale einzog, in dem er dem späteren Turniersieger Ryan Davies mit 1:3 unterlag. Bei der WSF Championship im Januar 2022 schied er in der Gruppenphase aus.
Im Sommer 2022 gewann Issajenko bei den drei Turnieren der Q School insgesamt drei Spiele und verpasste somit erneut die Qualifikation für die Profitour.

### Mannschaftskarriere
Gemeinsam mit Julian Bojko wurde Issajenko 2018 ukrainischer Mannschaftsmeister und belegte zwei Jahre später den dritten Rang.
Zur Saison 2019/20 wurde Issajenko Mitglied beim deutschen Bundesligisten BC Stuttgart 1891, mit dem er den vierten Platz erreichte und dabei fünf seiner acht Einzelbegegnungen gewann.

### Poolbillard
Auch im Poolbillard ist Issajenko gelegentlich aktiv. So erreichte er bei der ukrainischen Meisterschaft 2005 ein Achtelfinale und 2007 bei einem nationalen Wettbewerb im 14/1 endlos das Finale, in dem er Artem Koschowyj mit 11:100 unterlag. Bei der ukrainischen Meisterschaft 2008 gelangte er in zwei Disziplinen ins Viertelfinale. Ein Jahr später gewann er zwei Medaillen. Er erreichte im 8-Ball das Halbfinale und zog im 9-Ball ins Endspiel ein, in dem er sich dem Rekordmeister Artem Koschowyj mit 6:8 geschlagen geben musste.
2016 erreichte er beim ukrainischen 9-Ball-Pokal das Finale und verlor gegen Witalij Pazura (7:8).

## Erfolge
Einzelerfolge
| Ergebnis | Jahr   | Turnier                           | Finalgegner            | Endstand |
| -------- | ------ | --------------------------------- | ---------------------- | -------- |
| Sieger   | 2005   | Ukrainische Meisterschaft         | Kostjantyn Kulyk       | 5:4      |
| Sieger   | 2006   | Ukraine Open                      | Kostjantyn Kulyk       | 5:4      |
| Sieger   | 2006   | Ukrainische Meisterschaft         | Hryhorij Chymotschka   | 3:0      |
| Finalist | 2007/3 | Ukrainischer Pokal                | Jānis Bindže           | 2:3      |
| Sieger   | 2007   | Ukraine Open                      | Denys Waschtschuk      | 3:0      |
| Sieger   | 2007   | Ukrainische Meisterschaft         | Artūrs Elsts           | 3:1      |
| Sieger   | 2008/1 | Ukrainischer Pokal                | Denys Waschtschuk      | 3:2      |
| Finalist | 2008/2 | Ukrainischer Pokal                | Jānis Bindže           | 3:4      |
| Sieger   | 2008/3 | Ukrainischer Pokal                | Ruslan Ostrowskyj      | 3:1      |
| Sieger   | 2009/1 | Ukrainischer Pokal                | Denys Waschtschuk      | 4:0      |
| Sieger   | 2009   | Kiew Open                         | Stanislaw Zwjetkow     | 3:1      |
| Sieger   | 2009/2 | Ukrainischer Pokal                | Ruslan Ostrowskyj      | 4:1      |
| Finalist | 2009   | Kiew Open (6-Red)                 | Denys Waschtschuk      | 2:3      |
| Sieger   | 2009/3 | Ukrainischer Pokal                | Serhij Petrasch        | 3:0      |
| Sieger   | 2009   | Ukraine Open                      | Pēteris Strazdiņš      | 3:0      |
| Sieger   | 2009   | Ukrainische Meisterschaft         | Ruslan Ostrowskyj      | 3:0      |
| Sieger   | 2010/1 | Ukrainischer Pokal                | Oleksandr Sacharow     | 3:0      |
| Sieger   | 2010/1 | CIS Cup                           | Wital Muchljadam       | 4:1      |
| Sieger   | 2010/2 | Ukrainischer Pokal                | Maksym Stoljartschuk   | 3:1      |
| Sieger   | 2010/3 | Ukrainischer Pokal                | Maksim Sjankewitsch    | 3:0      |
| Sieger   | 2010/F | Ukrainischer Pokal                | Wladyslaw Wyschnewskyj | 3:1      |
| Sieger   | 2010   | Kiew Open                         | Ruslan Ostrowskyj      | 3:0      |
| Sieger   | 2011   | CIS Cup                           | Maurice Le Duc         | 4:2      |
| Sieger   | 2011   | Ukraine Trophy                    | Dmytro Ossypenko       | 4:0      |
| Finalist | 2011/F | Ukrainischer Pokal                | Alan Trigg             | 0:4      |
| Finalist | 2011   | Weißrussischer Pokal              | Dsmitryj Tschuprou     | 2:3      |
| Sieger   | 2012/2 | Ukrainischer Pokal                | Ruslan Ostrowskyj      | 3:2      |
| Sieger   | 2012   | Juri-Gagarin-Pokal                | Aleksey Kostyuk        | 5:1      |
| Sieger   | 2012   | CIS Cup                           | Wladyslaw Wyschnewskyj | 4:2      |
| Sieger   | 2012/3 | Ukrainischer Pokal                | Wladyslaw Wyschnewskyj | 3:2      |
| Sieger   | 2012/F | Ukrainischer Pokal                | Wladyslaw Wyschnewskyj | 4:0      |
| Sieger   | 2013/1 | Ukrainischer Pokal                | Wladyslaw Wyschnewskyj | 3:2      |
| Finalist | 2013/2 | Ukrainischer Pokal                | Wladyslaw Wyschnewskyj | 1:4      |
| Sieger   | 2013/3 | Ukrainischer Pokal                | Artem Koschowyj        | 3:2      |
| Finalist | 2013/F | Ukrainischer Pokal                | Artem Koschowyj        | 3:4      |
| Sieger   | 2013   | Ukrainische Meisterschaft         | Sjarhej Melnitschenok  | 4:0      |
| Finalist | 2014/1 | Ukrainischer Pokal                | Artem Koschowyj        | 0:3      |
| Sieger   | 2014/2 | Ukrainischer Pokal                | Ruslan Ostrowskyj      | 3:0      |
| Sieger   | 2014/3 | Ukrainischer Pokal                | Artem Koschowyj        | 3:2      |
| Sieger   | 2014   | Ukrainische Meisterschaft         | Serhij Petrasch        | 5:0      |
| Sieger   | 2015/2 | Ukrainischer Pokal                | Serhij Petrasch        | 4:2      |
| Sieger   | 2015   | Ukrainische Meisterschaft (6-Red) | Witalij Pazura         | 5:4      |
| Sieger   | 2015/3 | Ukrainischer Pokal                | Witalij Pazura         | 4:3      |
| Sieger   | 2015/4 | Ukrainischer Pokal                | Serhij Petrasch        | 4:3      |
| Sieger   | 2016   | Ukrainische Meisterschaft         | Andrij Senyk           | 4:0      |
| Finalist | 2016   | Ukrainische Meisterschaft (6-Red) | Wladyslaw Wyschnewskyj | 1:4      |
| Sieger   | 2016   | Ukrainischer Unabhängigkeitspokal | Andrij Schulha         | 5:3      |
| Sieger   | 2016   | FSU Open                          | Julian Bojko           | 5:1      |
| Sieger   | 2017/F | Ukrainischer Pokal                | Julian Bojko           | 3:1      |
| Sieger   | 2017   | KN Taurė                          | Nikita Kolpačenko      | 4:0      |
| Finalist | 2019/3 | Ukrainischer Pokal                | Alan Trigg             | 3:4      |
| Finalist | 2021   | Ukrainische Meisterschaft (6-Red) | Wladyslaw Wyschnewskyj | 0:4      |

Mannschaftserfolge
- Ukrainischer Meister: 2018

| Ergebnis | Jahr | Turnier                   | Teampartner  | Finalgegner                     | Endstand |
| -------- | ---- | ------------------------- | ------------ | ------------------------------- | -------- |
| Sieger   | 2018 | Ukrainische Meisterschaft | Julian Bojko | Oleh Waskowskyj Jewhen Kamelkow | 3:1      |

Poolbillard
| Ergebnis | Jahr   | Turnier                                | Finalgegner     | Endstand |
| -------- | ------ | -------------------------------------- | --------------- | -------- |
| Finalist | 2007   | Allukrainischer 14/1-endlos-Wettbewerb | Artem Koschowyj | 11:100   |
| Finalist | 2009   | Ukrainische Meisterschaft (9-Ball)     | Artem Koschowyj | 6:8      |
| Finalist | 2016/3 | Ukrainischer Pokal (9-Ball)            | Witalij Pazura  | 7:8      |

## Privates
Serhij Issajenko ist mit Marija Issajenko (geb. Butscharska) verheiratet, der mehrmaligen ukrainischen Meisterin im Poolbillard und Snooker.